# Godescalco de Orbais
Godescalco de Orbais (en latín: Godescalc, Gotteschalchus) (h. 808 – 30 de octubre de 867? o 806-868) fue un teólogo benedictino, poeta y monje sajón que es conocido sobre todo por ser un temprano defensor de la doctrina de la doble predestinación, que agitó a la iglesia en Francia y Alemania durante la era carolingia. De su amigo Walafrido Estrabón, Godescalco también recibió el apodo Fulgentius, copiado de Fulgencio el Mitógrafo, a quien puede que él estudiase intensamente.

## Biografía
Godescalco nació cerca de Maguncia, y sus padres lo entregaron a la vida monástica (oblato) desde niño. Su padre era el sajón conde Berno (Bern o Bernius). Se formó en el monasterio de Fulda, entonces regido por el abad Rabano Mauro, y se hizo amigo de Walafrido Estrabón y Loup de Ferrières. Al llegar a su mayoría de edad pidió que se le liberara de sus votos. En junio de 829, en el sínodo de Maguncia, bajo el pretexto de que había sido sometido indebidamente por su abad, buscó y obtuvo su libertad, retirándose primero a Corbie, donde conoció a Ratramno, y luego al monasterio de Orbais en la diócesis de Soissons. Allí estudió a Agustín, con el resultado de que se convirtió en un entusiasta creyente en la doctrina de la predestinación absoluta, creyendo en una predestinación a la condenación así como a la predestinación a la salvación. 
Entre 835 y 840, Godescalco fue ordenado sacerdote, sin el conocimiento de su obispo, por Rigboldo, corobispo de Reims. Antes de 840, abandonando su monasterio, visitó Roma, y en Italia predicó su doctrina de la doble predestinación, y empezó a relacionarse con Notting, obispo de Verona, y Everardo, margrave de Friuli.
Expulsado de Italia por influencia de Rabano Mauro, para entonces arzobispo de Maguncia, que escribió dos violentas cartas a Notting y Everardo, marcó como misionero en los Balcanes. Viajó por Dalmacia, Panonia y Nórica, pero siguió predicando y escribiendo. Godescalco estuvo en la corte de Trpimir I de Croacia entre 846 y 848, y su obra De Trina deitate es una importante fuente de información del reinado de Trpimir. Godescalco fue testigo de la batalla entre Trpimir y un estrategos bizantino, probablemente de Dalmacia, que ganó Trpimir. 
Su énfasis constante sobre la doble predestinación llevó a su condenación en los sínodos de Maguncia (848) y Quierzy (849 y 853). En octubre de 848 presentó al sínodo de Maguncia en la abadía de San Albano una profesión de fe y una refutación de las ideas expresadas por Rabano Mauro en su carta a Notting. A pesar de todo fue condenado por herejía, golpeado, obligado a jurar que nunca entraría de nuevo en el territorio de Luis el Germano, y entregado a Hincmaro, arzobispo de Reims, quien lo envió de vuelta a su monasterio de Orbais. Al año siguiente, en un concilio provincial en Quierzy, presidido por Carlos el Calvo, intentó justificar sus ideas, pero de nuevo fue condenado como hereje y perturbador de la paz pública, fue degradado de su sacerdocio, azotado, obligado a quemar su declaración de fe, y encerrado en el monasterio de Hautvilliers.
Entonces Hincmaro intentó de nuevo obligarle a retractarse. Godescalco sin embargo siguió defendiendo su doctrina, escribiendo a sus amigos y a los más eminentes teólogos en las tierras de Carlos el Calvo y Luis el Germánico. Esto dio como resultado una gran controversia. Prudencio de Troyes, Wenilo de Sens, Ratramno de Corbie, Loup de Ferrières y Floro de Lyon escribieron en favor suyo. Hincmaro escribió De praedestinatione y De una non trina deitate contra sus puntos de vista, pero obtuvo poca ayuda de Juan Escoto Eriugena, a quien recurrió como autoridad.
La cuestión fue discutida en los concilios de Quierzy (853), de Valence (855) y de Savonnières (859). Algunos de los monjes colegas de Godescalco trataron de liberarlo recurriendo al Papa, pero sus intentos fracasaron. Finalmente, el papa Nicolás I asumió el caso, y llamó a Hincmaro al concilio de Metz (863). Hincmaro no pudo o no quiso aparecer, pero declaró que Godescalco podría defenderse por sí mismo ante el papa. No hubo resultados, sin embargo. Permaneció en prisión sin reconciliarse con sus superiores eclesiásticos. El resentimiento que tenía ocasionado por el trato severo que había recibido probablemente causó la enfermedad mental que sufrió antes de su muerte. Cuando Hincmaro supo que Godescalco había enfermado, le prohibió los sacramentos o el enterramiento en terreno consagrado a menos que se retractase. Godescalco rehusó hacer esto. Murió el 30 de octubre entre 866 y 870.

## Concepto de predestinación
Su concepto de la predestinación incluía la creencia de que Dios predestina a aquellos para quienes desea el cielo o el infierno, que uno puede tener certeza absoluta de la salvación o la condenación, que Dios no desea que todos se salven, que Cristo murió solo por los elegidos y que nadie puede ejercer la libre voluntad para hacer buenas obras sino solamente para realizar hechos malos. Varios teólogos escribieron dando apoyo a sus puntos de vista, incluyendo a Ratramno, Prudencio de Troyes (m. 861) y Remigio de Lyon (m. 875). Cuando tres de los adversarios de las enseñanzas de Godescalco, entre ellos Hincmaro de Reims (h. 806–82), enviaron cartas a Remigio para justificar el trato severo que había recibido, Remigio respondió en nombre de la iglesia de Lyon con una «Respuesta a las tres cartas» que criticaba el trato dado al monje, aclaraba los temas bajo discusión y apoyaba parcialmente la postura de Godescalco.
El animado debate sobre la predestinación demuestra que los problemas que surgieron en la primera controversia pelagiana no se habían resuelto. Otra vez salieron a flote en la época de la Reforma protestante y en tiempos posteriores como el movimiento wesleyano. . 
Desde el siglo XVII, cuando los jansenistas exaltaron a Godescalco, se ha escrito mucho sobre él. Hay dos estudios, uno de F. Picavet, Les Discussions sur la liberté au temps de Gottschalk, de Raban Maur, d'Hincmar, et de Jean Scot, en Comptes rendus de l'acad. des sciences morales et politiques (París, 1896); y A. Freystedt, Studien zu Gottschalks Leben und Lehre, en Zeitschrsft für Kirchengeschichte (1897), vol. xviii.

## Obra literaria
Hombre de gran talento literario, dejó varios poemas de pensamiento profundo que están a la altura de la mejor literatura producida por el Renacimiento carolingio.
Godescalco fue un pensador vigoroso y original, pero fue acusado por sus enemigos de tener un temperamento violento, incapaz de disciplina o de moderación en sus ideas lo mismo que en su conducta. De sus muchas obras existen dos profesiones de fe (cf. Migne, Patrologia Latina, cxxi. c. 347 et seq.), y algunos poemas, editados por L Traube en Monumenta Germaniae historica: Poetae Latini aevi Carolini (707–738). Algunos fragmentos de sus tratados teológicos han sido conservados en los escritos de Hincmaro, Erígena, Ratramno y Loup de Ferrières. Algunas de las obras de Godescalco (incluyendo De Praedestinatione) se descubrieron en 1931 en una biblioteca de Berna. Oeuvres théologiques et grammaticales de Godescalc d’Orbais (1945) de D.C. Lambot ofrece una buena visión general de las obras de Godescalco.

## Para saber más
- Genke, Victor & Gumerlock, Francis X. Gottschalk & A Medieval Predestination Controversy (Texts Translated From The Latin) (Medieval Philosophical Texts in Translation) Marquette University Press, 2010.  ISBN 978-0874622539